# I Like It (Lacuna Coil)
I Like It è il secondo singolo dei Lacuna Coil estratto dal quinto album Shallow Life.

## Il video
Il video musicale di I Like It è stato diretto dal regista statunitense Kevin Custer e girato in Kansas City, durante il mese di maggio 2009. Il filmato è stato prodotto da Toaster In The Tub.
Il regista ha spiegato che si tratterà di un video patinato e diverso dal solito.
Il video vede la cantante Cristina Scabbia che si propone attraverso annunci a gruppi composti da fricchettoni, a improbabili rapper, spocchiosi artisti indie rock a sanguinari blackster. Con esso i Lacuna Coil hanno voluto dimostrare di sapersi prendere in giro.
Il video è stato presentato in anteprima mondiale il 29 giugno sul canale AllMusic.